# (27718) Gouda
(27718) Gouda est un astéroïde de la ceinture principale.

## Description
(27718) Gouda est un astéroïde de la ceinture principale. Il fut découvert le 2 avril 1989 à La Silla par Eric Walter Elst. Il présente une orbite caractérisée par un demi-grand axe de 2,39 UA, une excentricité de 0,13 et une inclinaison de 7,8° par rapport à l'écliptique.